# Wout Verlinden
Wout Verlinden (Mol, 4 januari 2007) is een Belgisch voetballer die bij voorkeur als centrale verdediger speelt. Hij staat onder contract bij Club Brugge.

## Clubcarrière
Verlinden ruilde in 2023 de jeugdopleiding van KRC Genk voor die van Club Brugge. Op 6 oktober 2024 maakte Verlinden zijn profdebuut in het shirt van Club NXT, het tweede elftal van Club Brugge dat uitkomt in Eerste klasse B: op de 7e speeldag mocht hij startten in de uitwedstrijd tegen SV Zulte Waregem.

## Clubstatistieken
| Seizoen         | Club            | Land            | Competitie      | Competitie | Competitie | Beker | Beker | Supercup | Supercup | Europees | Europees | Totaal | Totaal |
| Seizoen         | Club            | Land            | Competitie      | Wed.       | Dlp.       | Wed.  | Dlp.  | Wed.     | Dlp.     | Wed.     | Dlp.     | Wed.   | Dlp.   |
| --------------- | --------------- | --------------- | --------------- | ---------- | ---------- | ----- | ----- | -------- | -------- | -------- | -------- | ------ | ------ |
| 2024/25         | Club NXT        | Vlag van België | Eerste klasse B | 1          | 0          | —     | —     | —        | —        | —        | —        | 1      | 0      |
| Carrière totaal | Carrière totaal | Carrière totaal | Carrière totaal | 1          | 0          | 0     | 0     | 0        | 0        | 0        | 0        | 1      | 0      |

Bijgewerkt op 15 oktober 2024.